# 関口一郎 (野球)
関口 一郎（せきぐち いちろう、1935年2月19日 - ）は、1950年代に大洋ホエールズに在籍した東京都中央区出身の元プロ野球選手（投手）。左投左打。

## 来歴・人物
明治高校では控え投手。1952年春季関東大会決勝に進み、宇都宮高を相手に先発を任せられるが、初回に打ち込まれ降板している。卒業後は明治大学に進学。東京六大学野球リーグでは3年生までに3回の優勝を経験。貴重な左腕として期待されるが、1年上の秋山登の陰に隠れ登板機会には恵まれなかった。しかし秋山が卒業した1956年春季リーグでは、中田昌宏、衆樹資宏ら強打者揃いの慶大を完封し、一躍脚光を浴びる。その後は投手陣の中軸として起用されるが、チームは春季3位、秋季4位に終わった。大学同期には佐々木重徳、田村満（いずれも中退）、荻孝雄、横山昌弘らがいた。
1957年に、迫畑正巳監督をはじめ秋山、土井淳など明大出身者が多かった大洋ホエールズに鳴り物入りで入団。1年目から一軍で起用され、6月4日には初先発。巨人の木戸美摸と投げ合うが2回途中3失点で降板、敗戦投手となる。翌1958年も7月から先発陣の一角として起用される。7月3日には広島を相手に6回1失点と好投、6日にも大阪を5回無失点と抑えるが、味方の援護がなく白星はつかなかった。その後の先発でも惜敗が続き4連敗、初勝利はならなかった。1959年には登板機会が減少し、同年限りで引退。
左腕投手特有のシュートとカーブに威力があった。

## 詳細情報

### 年度別投手成績
| 年 度    | 球 団    | 登 板 | 先 発 | 完 投 | 完 封 | 無 四 球 | 勝 利 | 敗 戦 | セ 丨 ブ | ホ 丨 ル ド | 勝 率 | 打 者 | 投 球 回 | 被 安 打 | 被 本 塁 打 | 与 四 球 | 敬 遠 | 与 死 球 | 奪 三 振 | 暴 投 | ボ 丨 ク | 失 点 | 自 責 点 | 防 御 率 | W H I P |
| -------- | -------- | ----- | ----- | ----- | ----- | -------- | ----- | ----- | -------- | ----------- | ----- | ----- | -------- | -------- | ----------- | -------- | ----- | -------- | -------- | ----- | -------- | ----- | -------- | -------- | ------- |
| 1957     | 大洋     | 15    | 1     | 0     | 0     | 0        | 0     | 1     | --       | --          | ----  | 134   | 27.2     | 38       | 6           | 13       | 0     | 0        | 13       | 1     | 0        | 26    | 22       | 7.07     | 1.84    |
| 1958     | 大洋     | 14    | 7     | 0     | 0     | 0        | 0     | 4     | --       | --          | ----  | 170   | 41.0     | 39       | 4           | 15       | 0     | 0        | 23       | 0     | 0        | 16    | 15       | 3.29     | 1.32    |
| 1959     | 大洋     | 1     | 0     | 0     | 0     | 0        | 0     | 0     | --       | --          | ----  | 17    | 2.2      | 3        | 2           | 5        | 0     | 0        | 5        | 0     | 0        | 5     | 4        | 12.00    | 3.00    |
| 通算:3年 | 通算:3年 | 30    | 8     | 0     | 0     | 0        | 0     | 5     | --       | --          | ----  | 321   | 71.1     | 80       | 12          | 33       | 0     | 0        | 41       | 1     | 0        | 47    | 41       | 5.17     | 1.58    |

### 背番号
- 25 （1957年 - 1958年）
- 11 （1959年）